# Charles de Kermovan de Gouzillon
Charles de Kermovan de Gouzillon est un officier de la marine française qui a servi dans la guerre d'indépendance des États-Unis.

## Biographie
Gouzillon est le fils aîné. Son frère est le chef de division Andrée-Marie de Gouzillon de Bélizal, chef de division des armées navales du roi de France Louis XVI, et il est cousin du lieutenant Jean-Michel-Guillaume de Gouzillon. Kermovan de Gouzillon rejoint la Marine royale comme Garde-Marine le 4 juillet 1754.
Il est promu lieutenant le 1er février 1770. En 1778, il est premier officier du navire de 64 canons l'Éveillé, sous les ordres du capitaine du Botderu, dans l'escadre de l'amiral d'Orvilliers.
Le 4 avril 1780, Gouzillon est promu capitaine. Il commande le navire de 64 cannons l'Ardent à la bataille des Saintes. Il est blessé plusieurs fois au cours de la bataille.
Il prend sa retraite le 6 mars 1785.